# Bar (Montenegro)
Bar (Montenegrijns: Бар; Italiaans: Antivari of Antibari; Albanees: Tivar; Grieks: Θηβάριον, Thivàrion, Αντιβάριον, Antivàrion) is de belangrijkste havenstad van Montenegro aan de Adriatische Zee. De oude stad van Bar ligt meer landinwaarts.
Bar is per trein te bereiken vanuit onder andere Belgrado. Verder zijn er veerverbindingen tussen Bar enerzijds en Bari en Ancona in Italië anderzijds.
Bar is sinds 1878 deel van Montenegro, toen het Congres van Berlijn de stad, die tot dan toe in Turkse handen was, aan dat land toewees. Montenegro verwierf daarmee een belangrijke toegang tot de zee, maar mocht er geen vloot legeren; noch een eigen noch een vreemde.
Eerder was Bar lange tijd Venetiaans. De stad is lang bekend gebleven onder haar Italiaanse naam Antivari. Hiervan is ook de Albanese naam van de stad afgeleid: Tivar. Het Italiaanse Antivari en het Latijnse Antibarium betekenen tegenover Bari, en de stad ligt dan ook aan de overzijde van het Italiaanse Bari.
FK Mornar Bar is de belangrijkste voetbalclub van de stad.

## Demografie
De gemeente Bar telt 42.048 inwoners (volkstelling van 2011), hetgeen 6,8% van de Montenegrijnse bevolking is. De gemeente heeft een urbanisatiegraad van 42%.
| stad Bar       | 897    | 1.113  | 2.184  | 3.612  | 6.742  | 10.971 | 13.719 | 13.503 |
| stad Virpazar  | 223    | 323    | 324    | 383    | 412    | 409    | 337    | 277    |
| stad Stari Bar | 1.427  | 1.679  | 1.803  | 1.559  | 1.514  | 1.968  | 1.864  | 1.865  |
| stad Sutomore  | 72     | 177    | 206    | 553    | 765    | 1.123  | 1.827  | 2.004  |
| gemeente Bar   | 21.487 | 23.009 | 24.587 | 27.580 | 32.535 | 37.321 | 40.037 | 42.048 |

De bevolking van de gemeente Bar is de afgelopen 63 jaar verdubbeld. De bevolking van de stad Bar is in dezelfde periode echter vervijftienvoudigd. Verder zijn er nog drie andere (veel kleinere) steden in de gemeente Bar, namelijk Virpazar, Stari Bar en Sutomore.

#### Etniciteit
De bevolking van de gemeente Bar is erg heterogeen. De Montenegrijnen vormen de grootste bevolkingsgroep in de gemeente Bar (19.553 mensen, ofwel 47%), gevolgd door Serviërs (10.656 mensen, ofwel 25%) en Bosniakken (5.389 mensen, ofwel 13%). Verder bestaat zo'n 6% van de bevolking uit etnische Albanezen (2.515 mensen). De overige bevolkingsgroepen vormen ieder minder dan 1% van de bevolking (waaronder vooral Kroaten, Russen en de Roma).

#### Religie
De aanhangers van de Servisch orthodoxe Kerk vormen de meerderheid van de bevolking (58%). De gemeente Bar heeft een relatief grote moslimminderheid (30%) en een katholieke minderheid (7%). Verder is 1% van de bevolking atheïstisch, terwijl het overige deel van de bevolking uit kleinere religieuze groeperingen bestaat.
Andrijevica · Bar · Berane · Bijelo Polje · Budva · Cetinje · Danilovgrad · Gusinje · Herceg-Novi · Kolašin · Kotor · Mojkovac · Nikšić · Petnjica · Plav · Pljevlja · Plužine · Podgorica · Rožaje · Šavnik · Tivat · Tuzi · Ulcinj · Žabljak
- Gemeinsame Normdatei: 4506896-3
- Library of Congress Control Number: n86092630
- MusicBrainz: fd03b59a-dc89-4614-9ebd-1e6d83d004e1
- Nationale Bibliotheek van Tsjechië: ge212949
- Nationale Bibliotheek van Israël: 987007562438805171
- Système universitaire de documentation: 13105161X
- Virtual International Authority File: 124419457
- WorldCat: E39PBJgmMrDXqJ6WKbPHyxPbBP